# Eduardo Giles Martínez
Eduardo Giles Martínez (* 10. September 1952) ist ein mexikanischer Diplomat.

## Leben
Giles Martínez trat am 16. September 1976 in den auswärtigen Dienst der Vereinigten Staaten von Mexiko.
Am 16. September 1976 war er Vizekonsul, am 1. Oktober 1979 dritter Botschaftssekretär, am 1. Februar 1982 zweiter Botschaftssekretär, am 1. März 1988 erster Botschaftssekretär.
Vom 16. September 1976 bis 19. April 1979 wurde Giles als Analytiker im diplomatischen Dienst beschäftigt.
Vom 16. Februar 1978 bis 15. August 1978 hatte Giles unbezahlten Urlaub genommen.
Vom 15. Mai 1979 bis 4. Mai 1984 war Giles in der Abteilung für politische Angelegenheiten in Brüssel.
Vom 8. Mai 1984 bis 15. April 1988 war Giles Kanzler der Botschaft in Saudiarbien.
Vom 16. April 1988 bis 15. Juli 1988 hatte Giles unbezahlten Urlaub genommen.
Vom 16. Juli 1988 bis 15. Mai 1989 war Giles Leiter der Protokollabteilung des Außenministeriums.
Vom 16. Mai 1989 bis 30. Mai 1990 war Giles Zweiter Leiter der Abteilung Asien und Afrika.
Giles war am 1. Juni 1990 zum Kanzler in Simbabwe ernannt worden und er eröffnete am 4. Juni 1990 die Botschaft in Harare.
Vom 1. Juli 1991 bis 3. November 1991 war Giles Zweiter Leiter der Abteilung Afrika im Außenministerium
Vom 4. November 1991 bis 14. Februar 1993 war Giles Zweiter Leiter dew Instituto de Estudios Matías Romero Diplomatico.
Vom 15. Februar 1993 bis 20. Juni 1993 war Giles Zweiter Leiter der Abteilung Europa.
Vom 23. Juni 1993 bis 9. Oktober 1995 war Giles Kanzler der Botschaft in Budapest.
Vom 9. Oktober 1995 bis 25. Oktober 1997 war Giles Kanzler der Botschaft in Tel Aviv.
Vom 27. Oktober 1997 bis 10. Dezember 1999 war Giles in der Konsularabteilung der Botschaft in Jamaika.
Vom 15. Dezember 1999 bis 23. Juli 2002 war er in Houston Texas akkreditiert.
Am 23. Juli 2002 war er in Oxnard akkreditiert.
| Vorgänger | Amt                                                                                     | Nachfolger                   |
| --------- | --------------------------------------------------------------------------------------- | ---------------------------- |
| —         | Geschäftsträger der mexikanischen Botschaft in Harare 1. Juni 1990 bis 23. Oktober 1990 | Víctor Manuel Solano Montaño |